# Станиславов пролог
Станиславовият пролог e среднобългарски ръкопис, съхраняван в библиотеката на Сръбската академия на науките и изкуствата (№ 53), Белград. Състои се от 321 листа пергамент. Съдържа подредени в календарен ред кратки (проложни) жития на светиите, включително това на Гаврил Лесновски. Бележка в края на Пролога съобщава, че той е преписан от Станислав в Лесновския манастир по поръка на неговия игумен Теодосий през 1330 година, при цар Стефан Урош, който убил „силния български цар Михаил Шишман“.